# Valeriana pycnantha
Valeriana pycnantha là một loài thực vật có hoa trong họ Kim ngân. Loài này được A. Gray miêu tả khoa học đầu tiên năm 1862.